# Femmine infernali
Femmine infernali è un film del 1980 diretto da Edoardo Mulargia (con lo pseudonimo di Edward G. Muller). Il film insieme a l successivo Orinoco - Prigioniere del sesso dello stesso anno è stato rimontato e ripubblicato con nuove riprese nel 1985 con il film Savage Island con Linda Blair protagonista.

## Trama
Un campo di prigionia femminile si trova nella foresta pluviale tropicale. Qui le regole sono già di per sé dure, con le donne che spesso vengono seviziate e torturate dalle guardie, poi il nuovo direttore dà un ulteriore giro di vite e la carcerazione delle detenute si fa ancora più infernale, priva di ogni diritto e scandita dal suono delle frustate. Per fortuna delle ragazze un dottore del campo, inorridito da ciò che accade nel carcere, aiuta le detenute a scappare conducendole nella foresta. Il viaggio è pieno di insidie, tra serpenti, sanguisughe e stagni fangosi, e solo in due sopravvivono, con il loro salvatore che muore a causa di una fucilata esplosa dalle guardie che inseguono i fuggiaschi.